# Emoia similis
Emoia similis — вид сцинкоподібних ящірок родини сцинкових (Scincidae). Ендемік Індонезії.

## Поширення і екологія
Emoia similis мешкають на островах Комодо, Падар, Рінча і Флорес в групі Малих Зондських островів, можливо, також на острові Ломбок. Вони живуть в саванах та на сухих луках. Зустрічаються на висоті до 600 м над рівнем моря.